# AS Sotema
El AS Sotema es un equipo de fútbol de Madagascar que juega en el Campeonato malgache de fútbol, el torneo de fútbol más importante del país.

## Historia
Fue fundado en el año 1970 en la ciudad de Mahajanga y acumula 3 títulos de liga e igual número de torneos de copa.
A nivel internacional ha participado en 7 torneos continentales, donde su mejor participación ha sido en la Recopa Africana 1979, en la que alcanzó los cuartos de final tras sr eliminado por el Bendel Insurance de Nigeria.

## Palmarés
- Campeonato malgache de fútbol: 4

1985, 1989, 1991, 1992
- Copa de Madagascar: 3

1978, 1979, 1982

## Participación en competiciones de la CAF
| Temporada | Torneo                            | Ronda            | Club                 | Casa | Visita | Global      |
| --------- | --------------------------------- | ---------------- | -------------------- | ---- | ------ | ----------- |
| 1979      | Recopa Africana                   | 1                | Maxaquene            | 1-0  | 3-0    | 4-0         |
| 1979      | Recopa Africana                   | 2                | Maseru United        | 4-1  | 1-0    | 5-1         |
| 1979      | Recopa Africana                   | Cuartos de final | Bendel Insurance     | 2-0  | 0-2    | 2-2 (3-5 p) |
| 1980      | Recopa Africana                   | 1                | Pan African FC       | 1-1  | 3-4    | 4-5         |
| 1983      | Recopa Africana                   | 1                | Maseru Rovers        | 2-0  | 2-3    | 4-3         |
| 1983      | Recopa Africana                   | 2                | Green Buffaloes FC   | 0-0  | 0-2    | 0-2         |
| 1986      | Copa Africana de Clubes Campeones | Preliminar       | Manzini Wanderers    | 3-2  | 3-1    | 6-3         |
| 1986      | Copa Africana de Clubes Campeones | 1                | Nkana Red Devils     | 2-1  | 1-4    | 3-5         |
| 1990      | Copa Africana de Clubes Campeones | Preliminar       | BDF XI               | 1-0  | 1-2    | 2-2 (a)     |
| 1990      | Copa Africana de Clubes Campeones | 1                | Sunrise Flacq United | 2-0  | 1-4    | 3-4         |
| 1992      | Copa Africana de Clubes Campeones | 1                | Sunrise Flacq United | 0-1  | 3-2    | 3-3 (a)     |
| 1992      | Copa Africana de Clubes Campeones | 2                | Al-Hilal Omdurmán    | w.o. | w.o.   | w.o.        |
| 1993      | Copa Africana de Clubes Campeones | Preliminar       | Mbabane Highlanders  | 2-0  | 1-0    | 3-0         |
| 1993      | Copa Africana de Clubes Campeones | 1                | Black Aces Harare    | w.o. | w.o.   | w.o.        |
| 1993      | Copa Africana de Clubes Campeones | 2                | Nakivubo Villa       | 0-2  | 2-6    | 2-8         |

## Jugadores

### Jugadores destacados
- Hervé Arsène